# Abulfeda (hố)

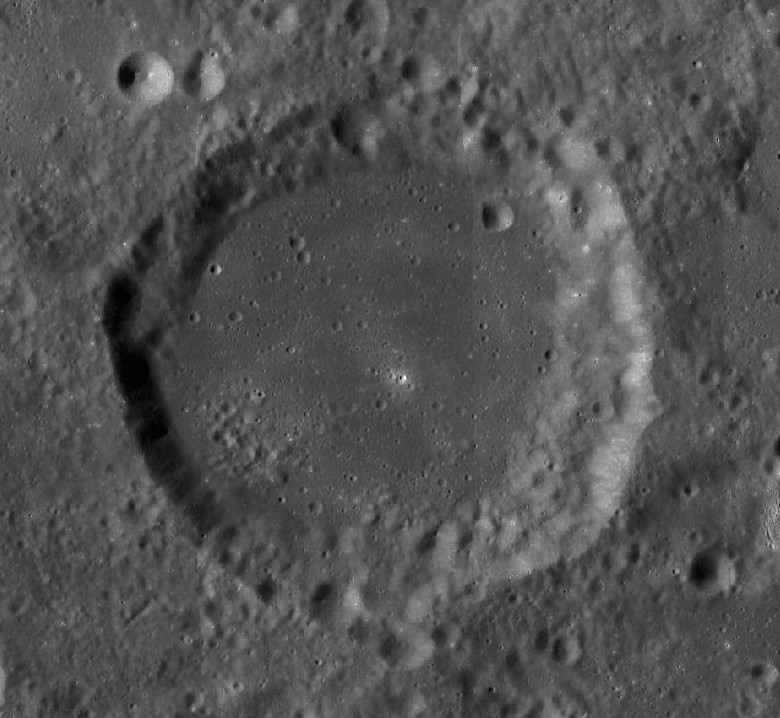
Hình mosaic WAC từ LRO

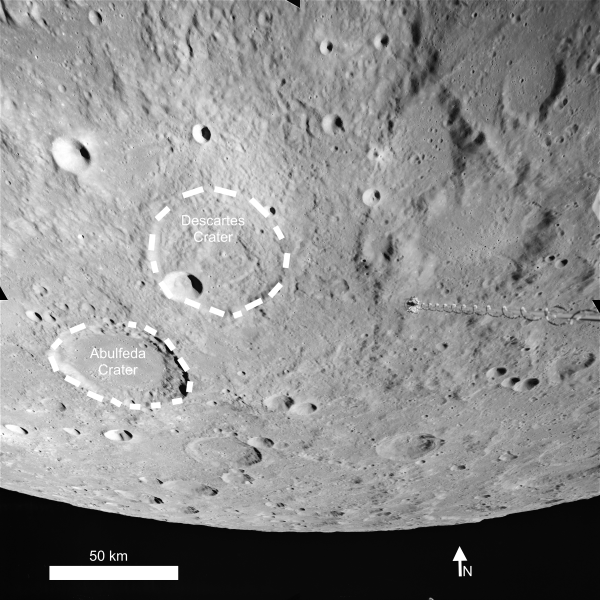
Hố Abulfeda và hố Descartes
Hình từ NASA

Abulfeda là một hố Mặt Trăng (hố va chạm) nằm ở vùng cao trung tâm của Mặt Trăng. Về phía đông bắc là hố Descartes, và về phía nam-đông nam là hố Almanon. Về phía bắc là hố Dollond. Một chuỗi các hố được gọi với cái tên là Catena Abulfeda trải dài từ giữa rìa phía nam của hố Abulfeda và tới vành phía bắc của Almanon, và tiếp tục kéo dài khoảng 210 km dọc theo Rupes Altai. Hố được đặt tên theo sau nhà lịch sử học người Kurd gốc Syria là Ismael Abul-fida.
Cả hai phần phía nam và phía đông bắc của vành hố đều bị chồng chéo lên bởi nhiều hố nhỏ khác nhau. Vành tường phía trong rộng hơn ở phía đông, và bị xói mòn ở phía bắc. Thềm hố được trồi lên lại bởi ejecta từ biển Mare Imbrium và dung nham bazan, thềm hố tương đối trơn và không có gì đặc biệt. Hố không có đỉnh giữa, vì có thể đã bị chôn vùi. Phần bên trong có vẻ hơi trơn trượt xuống, như thể là bị ảnh hưởng bởi một vụ nổ nhỏ và rung lắc địa chấn từ các tác nhân khác ở vùng lân cận.

## Hố vệ tinh
Theo quy ước, những tính chất này được xác định trên bản đồ bằng cách đặt từng chữ cái là tâm của các hố vệ tinh gần với Abulfeda nhất.
| Abulfeda | Vĩ độ   | Kinh độ | Đường kính |
| -------- | ------- | ------- | ---------- |
| A        | 16.4° N | 10.8° Đ | 14 km      |
| B        | 14.5° N | 16.4° Đ | 15 km      |
| BA       | 14.6° N | 16.8° Đ | 13 km      |
| C        | 12.8° N | 10.9° Đ | 17 km      |
| D        | 13.2° N | 9.5° Đ  | 20 km      |
| E        | 16.7° N | 10.2° Đ | 6 km       |
| F        | 16.2° N | 13.0° Đ | 13 km      |
| G        | 13.1° N | 9.0° Đ  | 7 km       |
| H        | 13.8° N | 9.6° Đ  | 5 km       |
| J        | 15.5° N | 10.0° Đ | 5 km       |
| K        | 14.9° N | 10.6° Đ | 10 km      |
| L        | 14.1° N | 10.7° Đ | 5 km       |
| M        | 16.2° N | 12.1° Đ | 10 km      |
| N        | 15.1° N | 12.2° Đ | 14 km      |
| O        | 15.4° N | 11.2° Đ | 7 km       |
| P        | 15.5° N | 11.5° Đ | 5 km       |
| Q        | 12.8° N | 12.3° Đ | 3 km       |
| R        | 12.8° N | 13.0° Đ | 7 km       |
| S        | 12.2° N | 13.3° Đ | 5 km       |
| T        | 14.8° N | 13.8° Đ | 7 km       |
| U        | 13.0° N | 13.8° Đ | 6 km       |
| W        | 12.5° N | 13.9° Đ | 5 km       |
| X        | 15.0° N | 14.0° Đ | 6 km       |
| Y        | 12.8° N | 14.1° Đ | 5 km       |
| Z        | 14.7° N | 15.2° Đ | 5 km       |